# A Sabrina hátborzongató kalandjai epizódjainak listája
Ez a lap a Sabrina hátborzongató kalandjai című amerikai televíziós sorozat epizódjait sorolja fel.

## Évadáttekintés
| Évad | Évad | Rész | Epizódok | Epizódok           | Eredeti sugárzás   | Magyar sugárzás    | Adó |
| ---- | ---- | ---- | -------- | ------------------ | ------------------ | ------------------ | --- |
|      | 1    | 1    | 11       | 10                 | 2018. október 26.  | 2020. január 23.   |     |
| 1    | 1    | 1    | 11       | 2018. december 14. |                    | 2020. január 23.   |     |
|      | 1    | 2    | 9        | 9                  | 2019. április 5.   | 2020. január 23.   |     |
|      | 2    | 3    | 8        | 8                  | 2020. január 24.   | 2020. január 24.   |     |
|      | 2    | 4    | 8        | 8                  | 2020. december 31. | 2020. december 31. |     |

## Epizódok

### 1. évad (2018-2019)
| Sor.    | Év.     | Cím | Rendező                    | Író                                         | Premier                             |
| 1. rész | 1. rész | 1. rész | 1. rész                    | 1. rész                                     | 1. rész                             |
| ------- | ------- | --- | -------------------------- | ------------------------------------------- | ----------------------------------- |
| 1.      | 1.      | Első fejezet: Októberi vidék (Chapter One: October Country)                                                      | Lee Toland Krieger         | Roberto Aguirre-Sacasa                      | 2018. október 26. 2020. január 23.  |
| 2.      | 2.      | Második fejezet: Sötét keresztség (Chapter Two: The Dark Baptism)                                                | Lee Toland Krieger         | Roberto Aguirre-Sacasa                      | 2018. október 26. 2020. január 23.  |
| 3.      | 3.      | Harmadik fejezet: Sabrina Spellman tárgyalása (Chapter Three: The Trial of Sabrina Spellman)                     | Rob Seidenglanz            | Ross Maxwell                                | 2018. október 26. 2020. január 23.  |
| 4.      | 4.      | Negyedik fejezet: Boszorkányakadémia (Chapter Four: Witch Academy)                                               | Rob Seidenglanz            | Donna Thorland                              | 2018. október 26. 2020. január 23.  |
| 5.      | 5.      | Ötödik fejezet: Álmok egy boszorkányházban (Chapter Five: Dreams in a Witch House)                               | Maggie Kiley               | Matthew Barry                               | 2018. október 26. 2020. január 23.  |
| 6.      | 6.      | Hatodik fejezet: Ördögűzés Greendale-ben (Chapter Six: An Exorcism in Greendale)                                 | Rachel Talalay             | Joshua Conkel és MJ Kaufman                 | 2018. október 26. 2020. január 23.  |
| 7.      | 7.      | Hetedik fejezet: Ünnepek ünnepe (Chapter Seven: Feast of Feasts)                                                 | Viet Nguyen                | Oanh Ly                                     | 2018. október 26. 2020. január 23.  |
| 8.      | 8.      | Nyolcadik fejezet: A temetés (Chapter Eight: The Burial)                                                         | Maggie Kiley               | Lindsay Calhoon és Christianne Hedtke       | 2018. október 26. 2020. január 23.  |
| 9.      | 9.      | Kilencedik fejezet: A férfi visszatér (Chapter Nine: The Returned Man)                                           | Craig William Macneill     | Axelle Carolyn és Christina Ham             | 2018. október 26. 2020. január 23.  |
| 10.     | 10.     | Tizedik fejezet: A boszorkányok órája (Chapter Ten: The Witching Hour)                                           | Rob Seidenglanz            | Roberto Aguirre-Sacasa és Ross Maxwell      | 2018. október 26. 2020. január 23.  |
| 11.     | 11.     | Tizenegyedik fejezet: A téli napforduló meséje (Chapter Eleven: A Midwinter's Tale)                              | Jeff Woolnough             | Roberto Aguirre-Sacasa és Donna Thorland    | 2018. december 14. 2020. január 23. |
| 2. rész |         | |                            |                                             |                                     |
| 12.     | 1.      | Tizenkettedik fejezet: Vízkereszt (Chapter Twelve: The Epiphany)                                                 | Kevin Sullivan             | Roberto Aguirre-Sacasa                      | 2019. április 5. 2020. január 23.   |
| 13.     | 2.      | Tizenharmadik fejezet: „Sabrina Spellman passiója” (Chapter Thirteen: The Passion of Sabrina Spellman)           | Michael Goi                | MJ Kaufman és Christina Ham                 | 2019. április 5. 2020. január 23.   |
| 14.     | 3.      | Tizennegyedik fejezet: Luperkália (Chapter Fourteen: Lupercalia)                                                 | Salli Richardson-Whitfield | Oanh Ly                                     | 2019. április 5. 2020. január 23.   |
| 15.     | 4.      | Tizenötödik fejezet: „Dr. Cerberus horrorisztikus háza" (Chapter Fifteen: Doctor Cerberus's House of Horror)     | Alex Garcia Lopez          | Ross Maxwell                                | 2019. április 5. 2020. január 23.   |
| 16.     | 5.      | Tizenhatodik fejezet: Feketeerdő (Chapter Sixteen: Blackwood)                                                    | Alex Pillai                | Matthew Barry                               | 2019. április 5. 2020. január 23.   |
| 17.     | 6.      | Tizenhetedik fejezet: A hittérítők (Chapter Seventeen: The Missionaries)                                         | Rob Seidenglanz            | Donna Thorland                              | 2019. április 5. 2020. január 23.   |
| 18.     | 7.      | Tizennyolcadik fejezet: Sabrina Spellman varázslatos dolgai (Chapter Eighteen: The Miracles of Sabrina Spellman) | Antonio Negret             | Christianne Hedtke és Lindsay Calhoon Bring | 2019. április 5. 2020. január 23.   |
| 19.     | 8.      | Tizenkilencedik fejezet: A mandragóra (Chapter Nineteen: The Mandrake)                                           | Kevin Sullivan             | Joshua Conkel                               | 2019. április 5. 2020. január 23.   |
| 20.     | 9.      | Huszadik fejezet: A Mefisztó-keringő (Chapter Twenty: The Mephisto Waltz)                                        | Rob Seidenglanz            | Roberto Aguirre-Sacasa                      | 2019. április 5. 2020. január 23.   |

### 2. évad (2020)
| Sor.    | Év.     | Cím                                                                                        | Rendező                | Író                                   | Premier                               |
| 3. rész | 3. rész | 3. rész                                                                                    | 3. rész                | 3. rész                               | 3. rész                               |
| ------- | ------- | ------------------------------------------------------------------------------------------ | ---------------------- | ------------------------------------- | ------------------------------------- |
| 21.     | 1.      | Huszonegyedik fejezet: A pokolravaló szív (Chapter Twenty-One: The Hellbound Heart)        | Rob Seidenglanz        | Roberto Aguirre-Sacasa                | 2020. január 24. 2020. január 24.     |
| 22.     | 2.      | Huszonkettedik fejezet: A pokolba velem (Chapter Twenty-Two: Drag Me To Hell)              | Alex Pillai            | Ross Maxwell                          | 2020. január 24. 2020. január 24.     |
| 23.     | 3.      | Huszonharmadik fejezet: A korona nehéz (Chapter Twenty-Three: Heavy is the Crown)          | Rob Seidenglanz        | Oanh Ly                               | 2020. január 24. 2020. január 24.     |
| 24.     | 4.      | Huszonnegyedik fejezet: A Nyúlhold (Chapter Twenty-Four: The Hare Moon)                    | Viet Nguyen            | Donna Thorland                        | 2020. január 24. 2020. január 24.     |
| 25.     | 5.      | Huszonötödik fejezet: Az ördög lakozik odabenn (Chapter Twenty-Five: The Devil Within)     | Roxanne Benjamin       | Matthew Barry                         | 2020. január 24. 2020. január 24.     |
| 26.     | 6.      | Huszonhatodik fejezet: Megannyi boszorkány (Chapter Twenty-Six: All of them Witches)       | Michael Goi            | Joshua Conkel                         | 2020. január 24. 2020. január 24.     |
| 27.     | 7.      | Huszonhetedik fejezet: Júdás csókja (Chapter Twenty-Seven: The Judas Kiss)                 | Craig William Macneill | Lindsay Calhoon Bring                 | 2020. január 24. 2020. január 24.     |
| 28.     | 8.      | Huszonnyolcadik fejezet: Sabrina, a legenda (Chapter Twenty-Eight: Sabrina Is Legend)      | Rob Seidenglanz        | Roberto Aguirre-Sacasa és Daniel King | 2020. január 24. 2020. január 24.     |
| 4. rész |         |                                                                                            |                        |                                       |                                       |
| 29.     | 1.      | Huszonkilencedik fejezet: Ősi sötétség (Chapter Twenty-Nine: The Eldritch Dark)            | Jeff Woolnough         | Roberto Aguirre-Sacasa és Gigi Swift  | 2020. december 31. 2020. december 31. |
| 30.     | 2.      | Harmincadik fejezet: A hívatlan vendég (Chapter Thirty: The Uninvited)                     | Alex Pillai            | Katie Avery                           | 2020. december 31. 2020. december 31. |
| 31.     | 3.      | Harmincegyedik fejezet: A Furcsa (Chapter Thirty-One: The Weird One)                       | Lisa Soper             | Jenina Kibuka                         | 2020. december 31. 2020. december 31. |
| 32.     | 4.      | Harminckettedik fejezet: A perverzió démona (Chapter Thirty-Two: The Imp of the Perverse)  | Antonio Negret         | Christianne Hedtke                    | 2020. december 31. 2020. december 31. |
| 33.     | 5.      | Harmincharmadik fejezet: Felsőbb beavatkozás (Chapter Thirty-Three: Deus Ex Machina)       | Amanda Tapping         | Eleanor Jean                          | 2020. december 31. 2020. december 31. |
| 34.     | 6.      | Harmincnegyedik fejezet: A feltámadottak (Chapter Thirty-Four: The Returned)               | Catriona McKenzie      | Oanh Ly és Ross Maxwell               | 2020. december 31. 2020. december 31. |
| 35.     | 7.      | Harmincötödik fejezet: Végtelen történet (Chapter Thirty-Five: The Endless)                | Kevin Sullivan         | Donna Thorland és Matthew Barry       | 2020. december 31. 2020. december 31. |
| 36.     | 8.      | Harminchatodik fejezet: Az Őrület hegyei (Chapter Thirty-Six: At the Mountains of Madness) | Rob Seidenglanz        | Roberto Aguirre-Sacasa                | 2020. december 31. 2020. december 31. |